# Tridesmostemon omphalocarpoides
Tridesmostemon omphalocarpoides là một loài thực vật có hoa trong họ Hồng xiêm. Loài này được Engl. miêu tả khoa học đầu tiên năm 1905.